# Санта-Китерия-ду-Мараньян

Санта-Китерия-ду-Мараньян на карте штата.

Санта-Китерия-ду-Мараньян (порт. Santa Quitéria do Maranhão) — муниципалитет в Бразилии, входит в штат Мараньян. Составная часть мезорегиона Восток штата Мараньян. Входит в экономико-статистический микрорегион Байшу-Парнаиба-Мараньенси. Население составляет 29 191 человек на 2010 год. Занимает площадь 1434,898 км². Плотность населения — 20,34 чел./км².

## Демография
Согласно сведениям, собранным в ходе переписи 2010 г. Национальным институтом географии и статистики (IBGE), население муниципалитета составляет:
| Полное население                               | Полное население                               | Полное население                               | Полное население                               | 29 191 |
| ---------------------------------------------- | ---------------------------------------------- | ---------------------------------------------- | ---------------------------------------------- | ------ |
| в том числе:                                   | Городское население                            | 14 141                                         | Процент городского населения, %                | 48,44  |
|                                                | Сельское население                             | 15 050                                         | Процент сельского населения, %                 | 51,56  |
|                                                | Мужское население                              | 14 736                                         | Процент мужского населения, %                  | 50,48  |
|                                                | Женское население                              | 14 455                                         | Процент женского населения, %                  | 49,52  |
| Плотность населения, чел/км²                   | Плотность населения, чел/км²                   | Плотность населения, чел/км²                   | Плотность населения, чел/км²                   | 20,34  |
| Население муниципалитета в % к населению штата | Население муниципалитета в % к населению штата | Население муниципалитета в % к населению штата | Население муниципалитета в % к населению штата | 0,44   |

По данным оценки 2016 года, население муниципалитета составляет 25 041 житель.

## Статистика
- Валовой внутренний продукт на 2003 год составляет 23 981 999,00 реалов (данные: Бразильский институт географии и статистики).
- Валовой внутренний продукт на душу населения на 2003 год составляет 814,36 реалов (данные: Бразильский институт географии и статистики).
- Индекс развития человеческого потенциала на 2000 год составляет 0,561 (данные: Программа развития ООН).